# Platemys platycephala
Platemys platycephala är en sköldpaddsart som beskrevs av Schneider 1792. Platemys platycephala är ensam i släktet Platemys som ingår i familjen ormhalssköldpaddor.
Arten förekommer i Amazonområdet och i angränsande områden från regionen Guyana till Peru.

## Underarter
Arten delas in i följande underarter:
- P. p. platycephala
- P. p. melanonota